# Cornelis Willem Lely

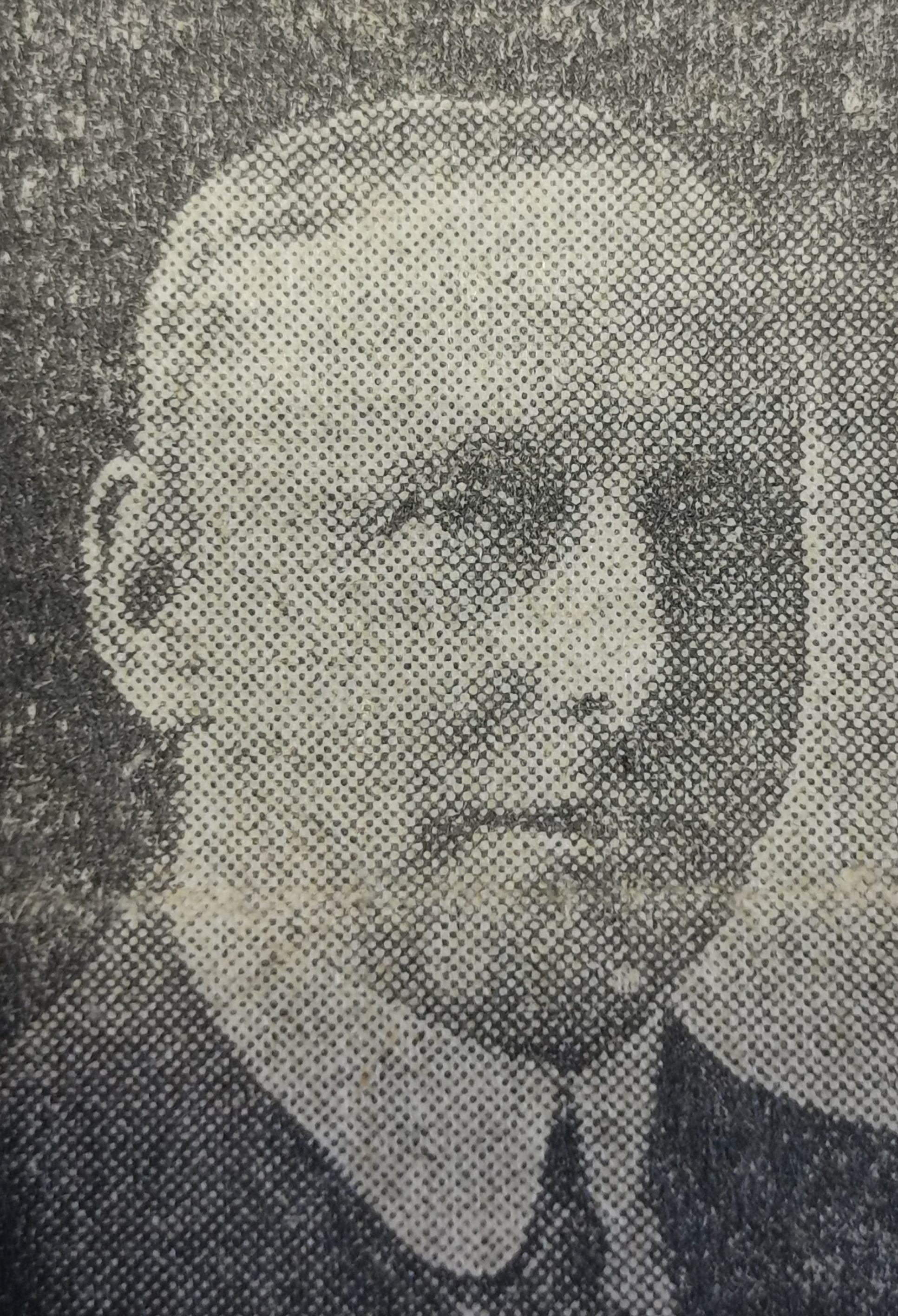
Foto van LeLy uit de Limburger koerier van 17 maart 1928

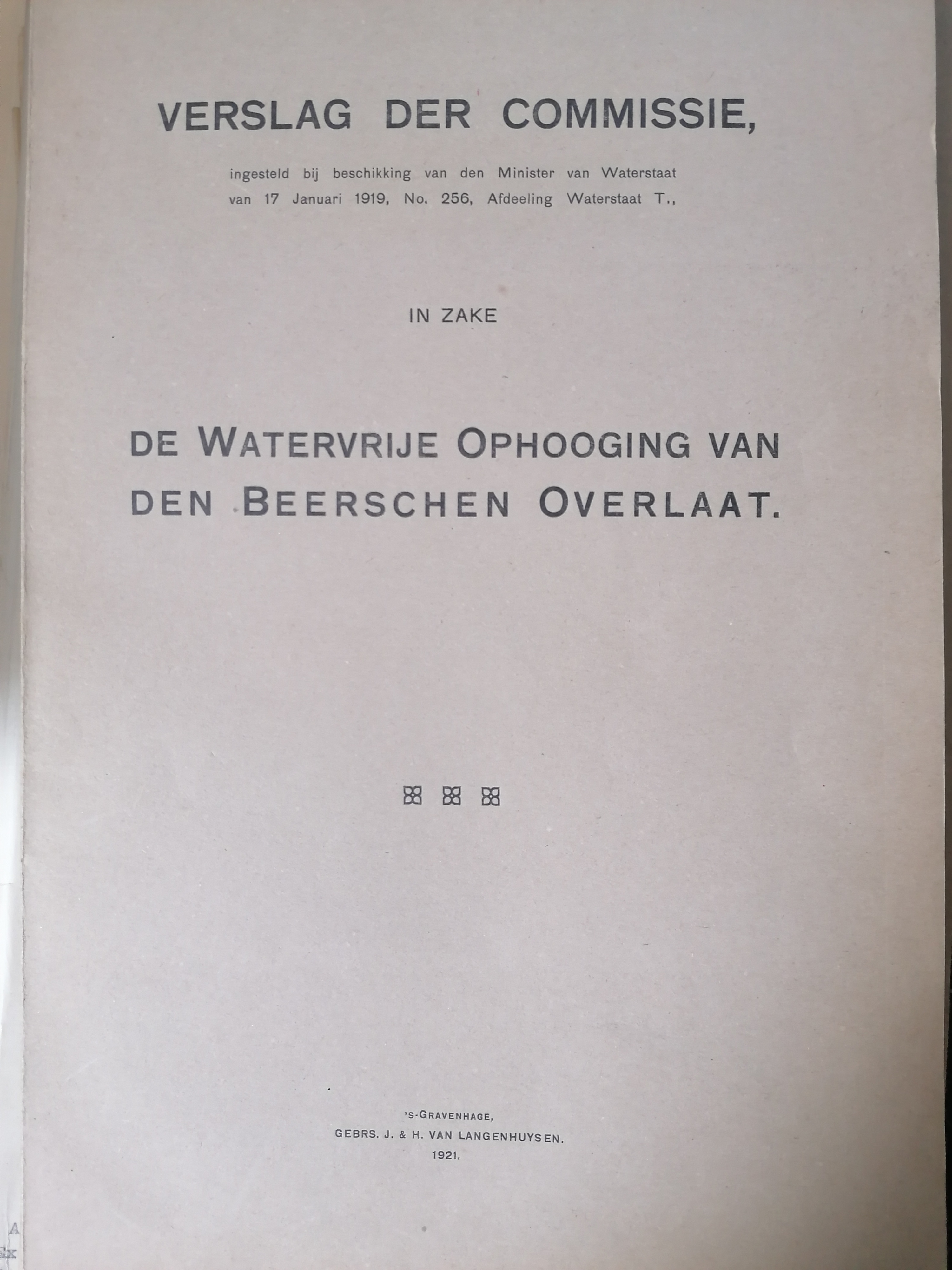
Verslag opgesteld door C.W. Lely

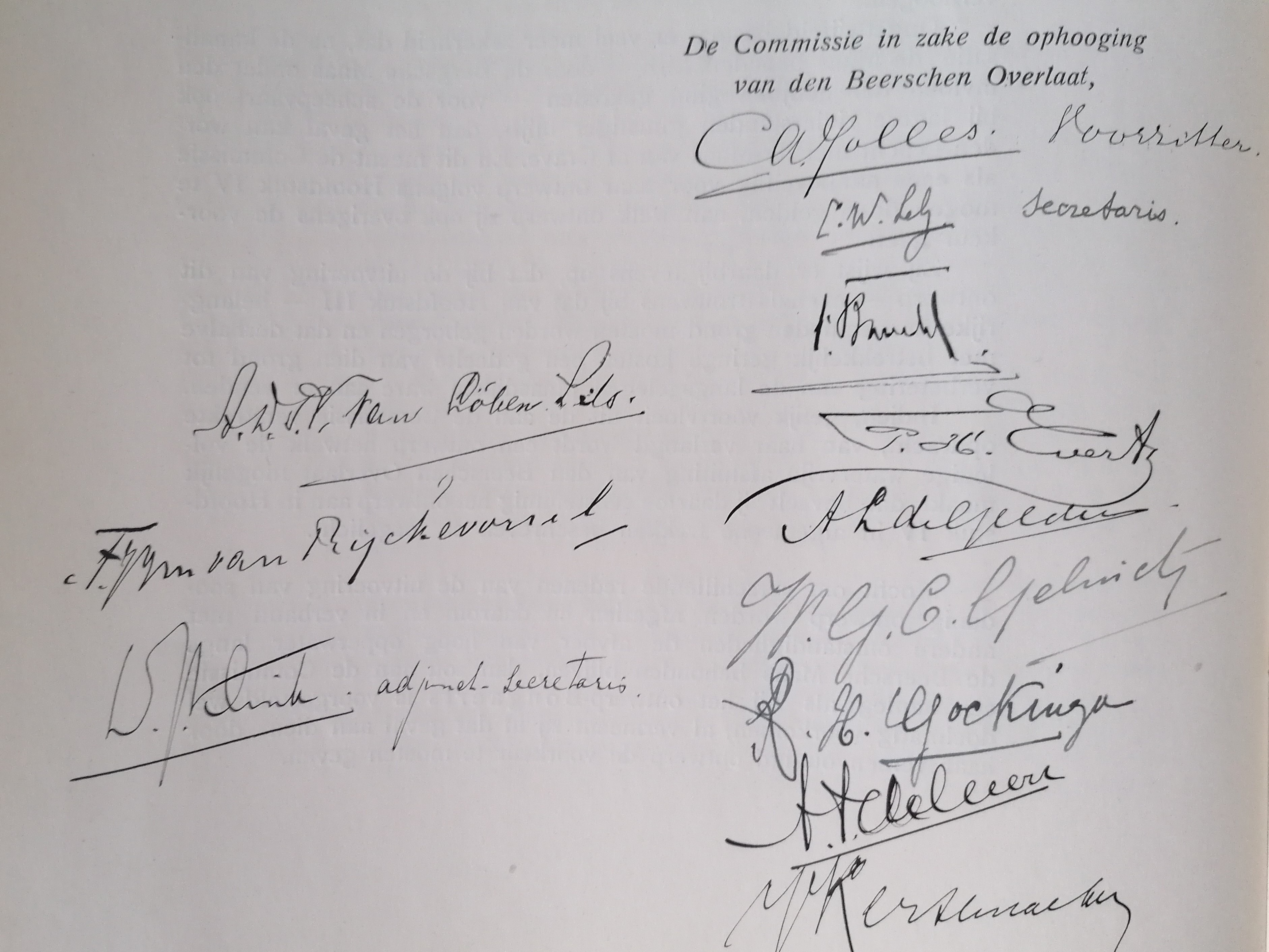
Handtekening uit het archief Beerschen overlaat

Cornelis Willem Lely (Deventer, 9 juni 1885 – Liverpool, 8 april 1932) was een Nederlands wetenschapper, hoofdingenieur van Rijkswaterstaat en lid van de Staatscommissie Zuiderzee. Hij kreeg bekendheid door zijn aanbevelingen voor rivierverbeteringen en de berekeningen daarvoor. Lely was een zoon van waterbouwkundig ingenieur Cornelis Lely, bekend van de Zuiderzeewerken.  

## Leven en werk
Lely studeerde in 1908 af aan de Technische Hogeschool te Delft als civiel ingenieur. In begin 1909 begon hij vanuit Tilburg en Oosterhout te werken bij Rijkswaterstaat als adjunct-ingenieur met als eerste project het Wilhelminakanaal. Een eerste artikel van zijn hand, genaamd 'Eenige opmerkingen over de waterverdeeling op onze Boven-rivieren' werd gepubliceerd in De Ingenieur. In 1911 kreeg hij als standplaats IJmuiden waar hij werkte aan de voorbereidingen van de Noordersluis. Vanaf 1910 maakte hij naam met artikelen omtrent de berekeningen van een kanaal dat zowel geschikt was voor irrigatie als voor scheepvaart, ook wel een 'gemengd kanaal' genoemd. Lely ontwikkelde zich tot expert omtrent het verbeteren van rivieren. Het volgende artikel dat hij schreef; 'Beschouwingen over het peil van het IJsselmeer na afsluiting en droogmaking der Zuiderzee', verscheen wederom in De Ingenieur. In 1914 kreeg hij de functie van arrondissementsingenieur in Hoorn. Daar werkte hij mee aan de plannen voor de afsluiting van de Zuiderzee. Vervolgens begon hij in 1915 te werken bij de directie Groote Rivieren te Den Haag. 
Begin 1914 publiceerde hij in De Ingenieur een artikel over de afwatering van het Noordzeekanaal na afsluiting van de Zuiderzee. Na drie jaar IJmuiden volgde in 1914 zijn benoeming tot arrondissementsingenieur in Hoorn, waar hij rechtstreeks te maken kreeg met de plannen voor de afsluiting van de Zuiderzee. Anderhalf jaar later wisselde hij opnieuw van standplaats: op 1 november 1915 werd hij bij de latere Directie Groote Rivieren in Den Haag “toegevoegd aan de Hoofdingenieur Directeur”. In 1916 werd hij al benoemd tot lid en secretaris van de Staatscommissie Rotterdamschen Waterweg waar werd uitgezocht hoe de Nieuwe Waterweg reageerde op extreem hoge waterstanden en hoe het voortaan tot minder overlast kon leiden. In deze commissie werkte hij in opdracht van de minister van Waterstaat (zijn vader C.Lely), onder voorzitterschap van prof. Van de Sande Bahuyzen  samen met G. H. de Vries Broekman.
In Januari 1918 werd een brochure uitgegeven door de Zuiderzeevereniging geschreven door Lely met als titel; 'de Verhooging van de stormvloedstanden op de Friesche kust, tengevolge van de afsluiting der Zuiderzee'. Hij had hiervoor berekend dat hoe hoog het water zou komen wanneer de Zuiderzee afgesloten zou zijn. Hierdoor werd hij gevraagd voor de Staatscommissie Lorentz en schreef voor dezelfde commissie een nota voor het uitgegeven verslag in September 1926
In 1919 werd hij aangesteld als secretaris van de commissie "Den Beerschen overlaat". De commissie kreeg tot taak om de problemen rond de wateroverlast in het gebied tussen Grave en Den Bosch in Noord-Brabant op te lossen. In 1919 werd het verslag der commissie vastgesteld gebaseerd op de nota van Lely. De als bijlage bijgevoegde nota betreffende de berekening van de verhooging der waterstanden op de Maas, tengevolge van de ophooging van den Beerschen Overlaat tot een hoogte overeenkomende met een stand van 10.80 M +N.A.P. te Grave werd door Lely opgesteld.
In 1921 stelde Lely en Jolles een nieuw verslag samen hierin werden de maasstanden, dijkverhogingen en verruimingen van het zomer en winterbed en de kosten ervoor berekend. Hiervoor werd een nota uit 1920 gebruikt van C. W. Lely en een nieuwe nota opgesteld door D.J. Klink, adjunct-secretaris. In hetzelfde jaar promoveerde Lely op een proefschrift getiteld "De invloed van de Zuiderzee op de stormvloedstanden langs de Friesche kust ".
Het op basis van het door de commissie Jolles uitgebrachte advies om de overlaat met een halve meter te verhogen bleek echter niet voldoende. Op 3 februari 1926 kreeg Lely van minister Bongaerts de opdracht tot het instellen van een onderzoek omtrent de mogelijkheid tot verbetering van de Maas boven en beneden Grave om zo overstromingen te kunnen voorkomen. Het rapport, ook wel het plan-Lely tot afvoerverbetering genoemd, werd op 21 juli 1926 uitgebracht.
In 1931 werd Lely benoemd tot Officier in de Orde van Oranje-Nassau. 
Lely overleed op 8 april 1932 op 46-jarige leeftijd in Engeland als gevolg van een noodlottig ongeluk op het Aintree-station in Liverpool.